# XXXX
XXXX（フォーエックス、four-ex）は、オーストラリアのビールのブランド。オーストラリアでラガービールの代表的なブランドの1つである。

## 概要

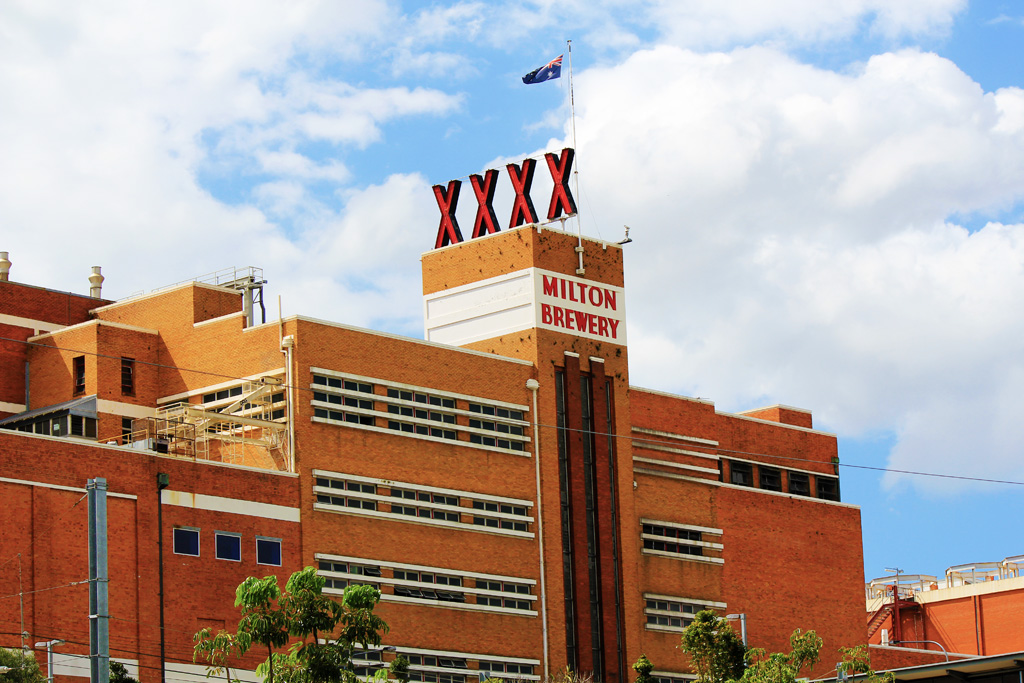
キャッスルメイン・パーキンス醸造所

クイーンズランド州ブリスベン郊外のミルトンにあるキャッスルメイン・パーキンス醸造所で醸造されている。1日15万リットルのビールを生産しており、ビールの試飲を含む醸造施設の見学ができる有料ツアーも開催されている。
クイーンズランドのバーやパブでは一般的な銘柄であり、広く楽しまれている。

## 略史
1877年、ヴィクトリア、キャッスルメインのフィッツジェラルド兄弟はミルトンの経営不振の蒸留所を買い故郷の名を付けて醸造所を作った。当時ビールの品質を「X」で表す風習があったことから「XXX Sparkling Ale」として販売を行った。
1924年に「完璧なレシピ」が完成したことから、「XXXX」と名称を変更した。
1950年代に醸造所に 'XXXX' のイルミネーションが設置された。
1992年にライオンネイサンに吸収され、2009年にはキリンホールディングスがライオンネイサンを完全子会社化したことにともなって、キリンの傘下となった。